# 井上就在
井上 就在（いのうえ なりあり）は、戦国時代の武将。安芸国高田郡吉田を本拠とする国人である毛利氏の家臣。安芸井上氏は、清和源氏の流れを汲む信濃源氏井上氏の支流である。

## 生涯
安芸井上氏19代当主である井上勝光の六男・井上光貞の子として生まれる。
大永3年（1523年）に毛利幸松丸が死去した際、毛利元就に家督相続を要請した15名の宿老の1人。この時、就在は7番目に「井上五郎三郎就在」と署名している。
また、享禄5年（1532年）7月13日の毛利氏家臣団32名が互いの利害調整を元就に要請した連署起請文では11番目に「井上左馬助就在」と署名している。
元就が家督を継ぐ以前から、元就の「就」の字を名前に用いているため、既に元就と親しい関係にあったと考えられ、天文19年（1550年）に井上元兼をはじめとした安芸井上氏の一族30余名が元就によって粛清された際にも就在は粛清を免れた。その上、同年12月21日には嫡男の元満が毛利隆元から安芸国安芸郡坂のうちの国末名を給地として与えられている。
天文23年（1554年）6月13日に死去。子の元満が跡を継いだ。子孫には明治の元勲である井上馨がいる。